# «Покоритель зари», или Плавание на край света
«Покоритель зари», или Плавание на край света (англ. The Voyage of the Dawn Treader) — роман Клайва Стейплза Льюиса в жанре фэнтези, опубликованный в 1952 году. Третья (пятая по хронологическому порядку) книга серии «Хроники Нарнии». В ней Люси и Эдмунд попадают в мир Нарнии в третий раз, а их кузен Юстэс — в первый. В «Покорителе зари» дается описание океана к востоку от королевства Нарния и общее строение мира, в котором оно находится (с точки зрения мира Нарнии).

## Сюжет
Эдмунд и Люси отправляются в гости к своему двоюродному брату Юстэсу. Год назад они помогли Каспиану занять престол, и теперь, в нашем мире, они, как обычно, часто беседуют о любимой Нарнии. Юстэс всё время дразнит их, так как любит мучить окружающих. Один раз он придирается к ним по поводу картины в комнате Люси — на ней изображён корабль, и это напоминает брату с сестрой об их царствовании. Внезапно картина начинает двигаться, и детей затягивает внутрь, в Нарнию. Их поднимают на борт, и они встречают Каспиана. В Нарнии прошло три года, и Каспиан, уладив все дела в стране, решил найти семерых лордов, которые были друзьями его отца. Во времена правления его покойного дяди Мираза тот убедил лордов отправиться на исследование Восточного океана, но ни один из них так и не возвратился обратно. Эдмунд и Люси не понимают, зачем и почему оказались здесь, и всё же несказанно радуются. А вот Юстэс показывает себя во всей красе, постоянно капризничает и считает, что окружающие совсем о нём не думают. «Покоритель зари», корабль, не такой большой, какие знали прежние короли и королевы, и, тем не менее, самый лучший из построенных при Каспиане. С ними плывёт и мышиный рыцарь Рипичип, который мечтает добраться до страны Аслана на «самом восточном Востоке».
Спустя время путешественники приближаются к Одиноким Островам, и Каспиан с друзьями выходит на берег. Их берут в плен работорговцы, и по дороге в заточение Каспиана выкупает некий вельможа. Он говорит, что юноша похож на его короля, правителя Нарнии, и тогда Каспиан доказывает ему, что это он и есть. Вельможа представляется лордом Берном и рассказывает, что, приплыв на этот остров, влюбился в местную девушку, из-за чего не поплыл с другими лордами дальше. Каспиан воссоединяется с командой корабля и на следующий день отправляется в замок губернатора. Там он лишает его полномочий и объявляет лорда Берна своим наместником на Одиноких Островах. Также он идёт на торги рабами, запрещает их законом и освобождает Эдмунда, Люси, Юстэса и Рипичипа. После отплытия корабль попадает в бурю, которая длится несколько дней, и провизии остаётся совсем немного. Юстэс продолжает считать, что ему якобы хуже всех, что Каспиан ужасный командир, что все остальные к нему подлизываются, а на Юстэса плевать хотели. Наконец они приплывают к новому острову, где решают починить корабль и сделать запасы. Юстэс сбегает от работы вглубь острова и выходит к пещере, вблизи которой наблюдает за смертью старого дракона. Начинается дождь, и он прячется в драконьей пещере, а на берегу в это время все спохватываются о его исчезновении. Поиски продолжаются до поздней ночи. Юстэс, уснувший на сокровищах, просыпается таким же драконом. Он осознаёт, что его характер до этого оставлял желать лучшего, и принимает решение измениться, после чего прилетает к своим друзьям.
Когда команда узнаёт о беде Юстэса, то жалеет его и понимает, что он теперь не тот, что раньше. По браслету, который мальчик надел в пещере ещё будучи человеком, все догадываются, что другой лорд, Октезиан, вероятно, погиб здесь и, может быть, в облике дракона. Несколько дней спустя Юстэс рано утром приходит в лагерь в прежнем обличии и рассказывает о том, как его расколдовал Аслан. Отправившись в путь, они переживают нападение Морского Змея и прибывают к следующему острову. На нём оказывается ручей, вода в котором способна превращать всё в золото, от вещи до живого существа. Это становится ясно, когда на дне видят статую в неестественной позе — по оставленным кольчуге и мечу заключают, что это ещё один лорд. Дальше плавание приводит их на обитаемый остров, но здесь их шантажируют невидимки, приказывающие Люси зайти в дом и расколдовать их с помощью книги волшебника. Люси выполняет поручение и встречается с самим волшебником. Народец, ставший видимым, называется охломонами. Это глуповатые гномы, имеющие одну большую ногу вместо привычных двух. Волшебник в наказание за давнюю ошибку должен управлять ими. Он отправляет «Покорителя зари» дальше на восток. Там на их пути встаёт загадочный остров тьмы, однако на нём они находят лорда Рупа. С помощью альбатроса они выбираются в спокойное море.
На очередном острове Каспиан и остальные находят трёх спящих людей за полным еды столом. Это — оставшиеся лорды, зачарованные за свою ссору. Старик-звезда по имени Раманду и его дочь сообщают о способе снятия чар: для этого нужно отплыть ещё восточнее и оставить на краю света одного из членов экипажа. Им вызывается стать Рипичип, мечтавший о подобном всю жизнь. Отплыв с острова Раманду, путешественники замечают изменения в море и в погоде, а потом Рипичип пробует воду на вкус и обнаруживает, как она сладка — данный знак предсказывает близкое завершение плавания. Когда они проплывают сквозь огромные заросли лилий и понимают, что корабль дальше не пройдёт, Каспиан объявляет, что он отправляется на край света с Рипичипом, и в Нарнии должны выбрать нового короля. Эдмунд, Люси, капитан и Рипичип отговаривают его, потому что король не всегда может поступать, как ему хочется, ведь у него есть долг перед своей страной. Каспиан сердится и уходит в каюту, но позже он рассказывает, что ему являлся Аслан. По Его словам, Эдмунд, Люси и Юстэс поплывут с отважным Мышем, а Каспиан вернётся домой сейчас же. Так и происходит: корабль разворачивается назад, оставив детей и Рипичипа. Затем Рипичип сам покидает их лодку и навсегда уходит в страну Аслана. Аслан встречает детей и говорит, что Эдмунд и Люси теперь тоже выросли для Нарнии, а Юстэс, возможно, нет. Братья и сестра оказываются дома, и изменения в Юстэсе замечают все. Каспиан в Нарнии женится на дочери Раманду, и она становится королевой.

## Персонажи

### Пассажиры «Покорителя зари»
- Каспиан X — действующий король Нарнии. Известен также как Каспиан Мореплаватель. Решился на путешествие к восточному краю мира, чтобы найти семерых лордов, которых его дядя Мираз когда-то убрал со своего пути, отослав в плаванье (он убил отца Каспиана и хотел править сам, а лорды были друзьями убитого короля).
- Эдмунд Певенси — мальчик из нашего мира, дважды побывавший в Нарнии до этого, король Золотого века Нарнии
- Люси Певенси — девочка из нашего мира, дважды побывавшая в Нарнии до этого, королева Золотого века Нарнии
- Юстэс Вред (англ. Eustace Scrubb) — мальчик из нашего мира, попавший в Нарнию вместе со своими кузенами Эдмундом и Люси
- Рипичип — храбрый Мыш, которому дриада предсказала, что он найдёт «самый восточный Восток». Один из величайших героев Нарнии, покрывший себя бессмертной славой во второй битве при Беруне.

### Команда «Покорителя зари»
- Лорд Дриниан — капитан
- Ринс — боцман
- Ринельф — матрос
- Питтенкрим - матрос; последний из всех согласился плыть дальше на край света после острова Раманду и поэтому получил отказ в наборе. Хотя он боялся дальнейшего путешествия, ему не принесло радости ожидание возвращения с края света всей остальной команды, и поэтому на обратном пути он сошёл на Одиноких Островах, а оттуда отправился в Тархистан. Везде он рассказывал о своих необычайных приключениях на краю света, пока сам в них не поверил, «и, можно сказать, стал жить счастливо».

### Те, кого встретили на своем пути путешественники
- Аслан — Великий Лев
- Мопс — работорговец
- Гумп — губернатор Одиноких островов
- Берн — один из семи Лордов, которых искал Каспиан, после низложения Гумпа стал герцогом — вассальным правителем Островов
- Дракон
- Охлотопы — забавный народ
- Кориакин — человек-звезда, которому Аслан наказал следить за охлотопами.
- Главный — предводитель охлотопов
- Руп — ещё один из семи Лордов
- Раманду — человек-звезда
- Дочь Раманду (в книге безымянная)

## Судьба семи лордов
1. Лорд Берн — остался на Одиноких островах, после смещения Каспианом Гумпа с должности губернатора назначен королевским наместником.
2. Лорд Октезиан — его браслет был найден на острове дракона. Погиб, возможно в обличии дракона.
3. Лорд Рестимар — его золотая статуя была найдена на острове Мёртвой воды.
4. Лорд Руп — был спасён командой «Покорителя зари» с Тёмного острова.
5. Лорд Мавраморн — заснул за столом на острове Раманду.
6. Лорд Ревилиан — заснул за столом на острове Раманду.
7. Лорд Аргоз — заснул за столом на острове Раманду.

## Переводы названия
| Год  | Название                                       | Переводчки          | Издательство                             |
| ---- | ---------------------------------------------- | ------------------- | ---------------------------------------- |
| 1991 | «Покоритель зари», или Плавание на край света  | Т. Шапошникова      | Космополис                               |
| 1992 | Плавание «Утренней зари»                       | Ляхова Л. Н.        | Квест                                    |
| 1993 | Странствие к свету                             | Прижбиляк Ю. Г.     | Республика                               |
| 2002 | Поспешающие к восходу, или поход на край света | В. Волковский       | М.: Эксмо-Пресс / СПб.: Terra Fantastica |
| 2004 | Плавание «Паломника зари»                      | А. Троицкая-Фэррант | Захаров                                  |

## Экранизации
- 1989 — «Принц Каспиан и плавание на „Покорителе зари“» (сериал Би-би-си; реж. Алекс Кирби)
- 2010 — «Хроники Нарнии: Покоритель зари» (фильм 20th Century Fox; реж. Майкл Эптед)